# Attila Nádasi
Attila Nádasi (ur. 1958) – węgierski zapaśnik walczący w stylu klasycznym.
Zajął piąte miejsce na mistrzostwach Europy w 1980. Szósty w Pucharze Świata w 1982. Drugi na ME młodzieży w 1978 roku. Mistrz Węgier w 1982 roku